# Goodge Street (London Underground)

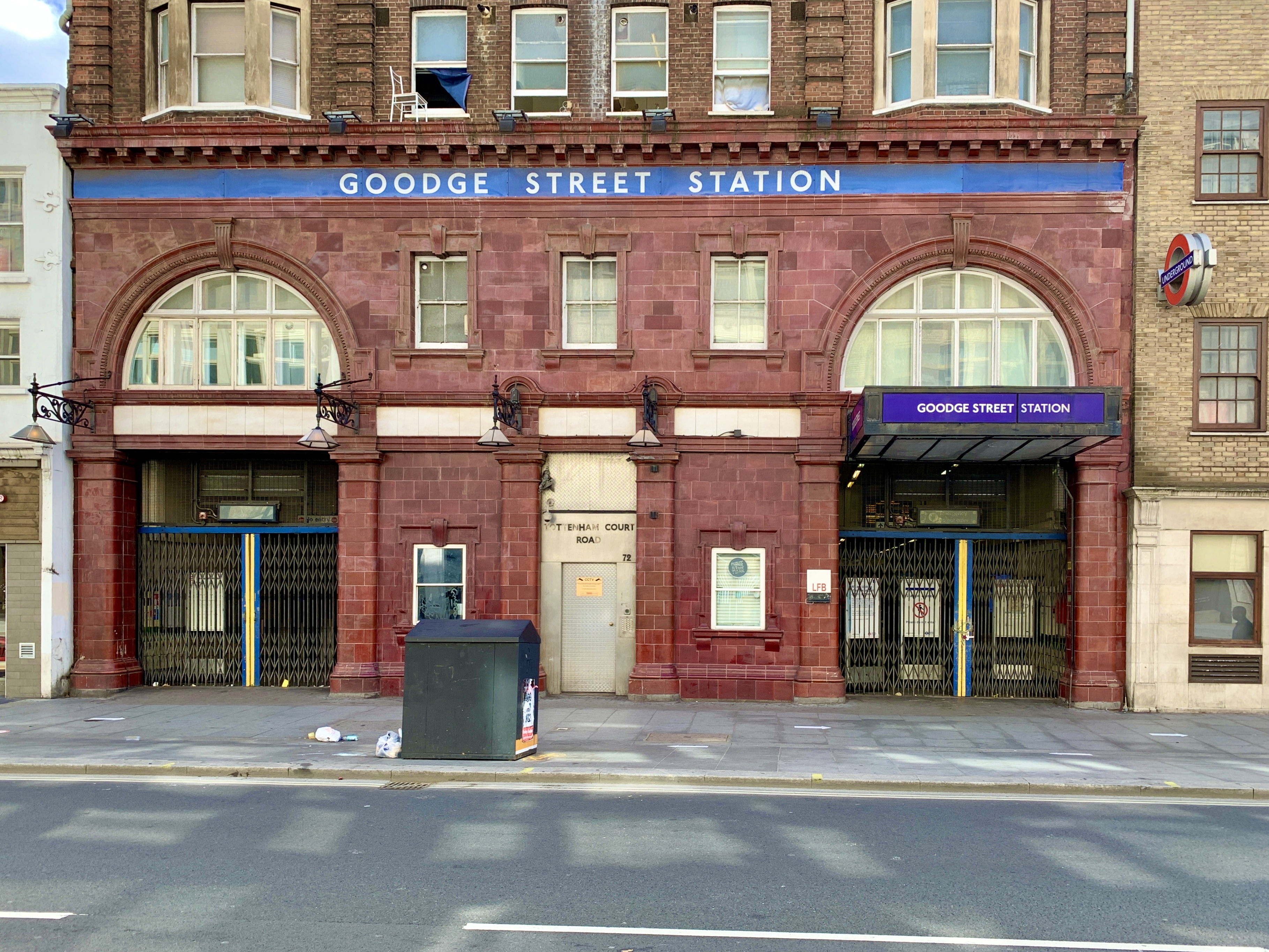
Station Goodge Street

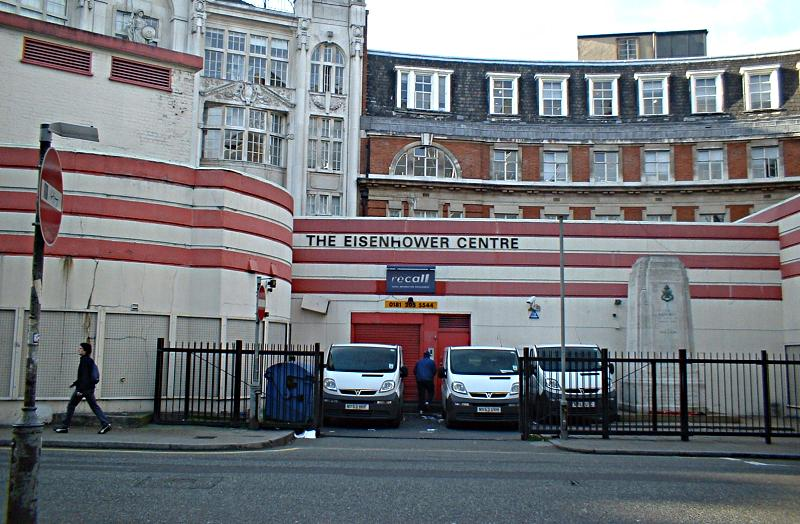
Eingang zum Luftschutzbunker

Goodge Street ist eine unterirdische Haltestelle (station) der London Underground. Sie liegt im Stadtbezirk London Borough of Camden an der Kreuzung von Tottenham Court Road und Goodge Street, in der Travelcard-Tarifzone 1. Hier halten Züge der Northern Line. Im Jahr 2011 nutzten 10,62 Millionen Fahrgäste die Station.
Sie ist eine der wenigen Stationen, in denen die Fahrgäste mit Aufzügen zu den Bahnsteigen gelangen anstatt mit Rolltreppen, also noch genau so wie zu Beginn des 20. Jahrhunderts.
Eröffnet wurde die Station am 22. Juni 1907 durch die Charing Cross, Euston and Hampstead Railway (heute der Charing Cross-Ast der Northern Line). Zu Beginn lautete Stationsname noch Tottenham Court Road, die Gesellschaft änderte diesen jedoch am 3. September 1908 in Goodge Street.
Zwischen 1940 und 1942 baute man die Station zu einem Luftschutzbunker aus, der ab 1943 bis zum Ende des Krieges von der Supreme Headquarters Allied Expeditionary Force genutzt wurde. Von hier aus gab Dwight D. Eisenhower am 6. Juni 1944 über Radio den Beginn des D-Day bekannt. Der Luftschutzbunker besitzt zwei Eingänge, einen an der Chenies Street (siehe Bild) und einen an der Tottenham Court Road neben der Amerikanischen Kirche.